# Neuwarper See

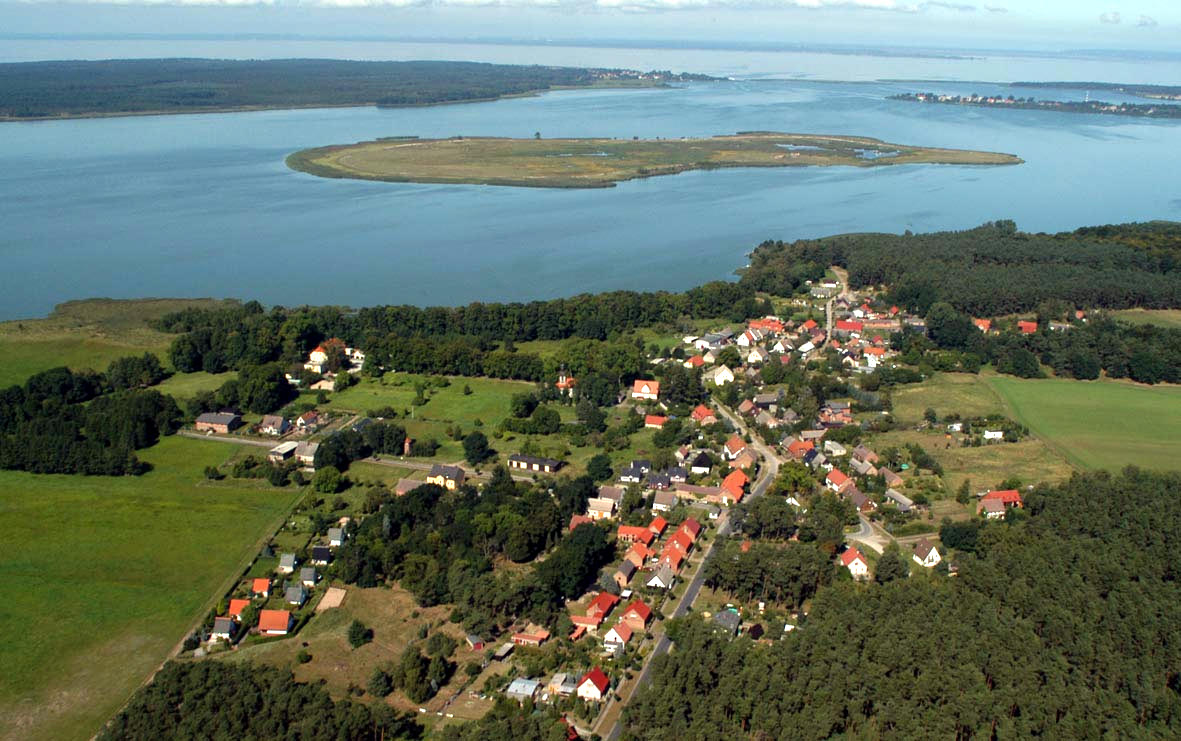
Der Neuwarper See mit der Insel Riether Werder

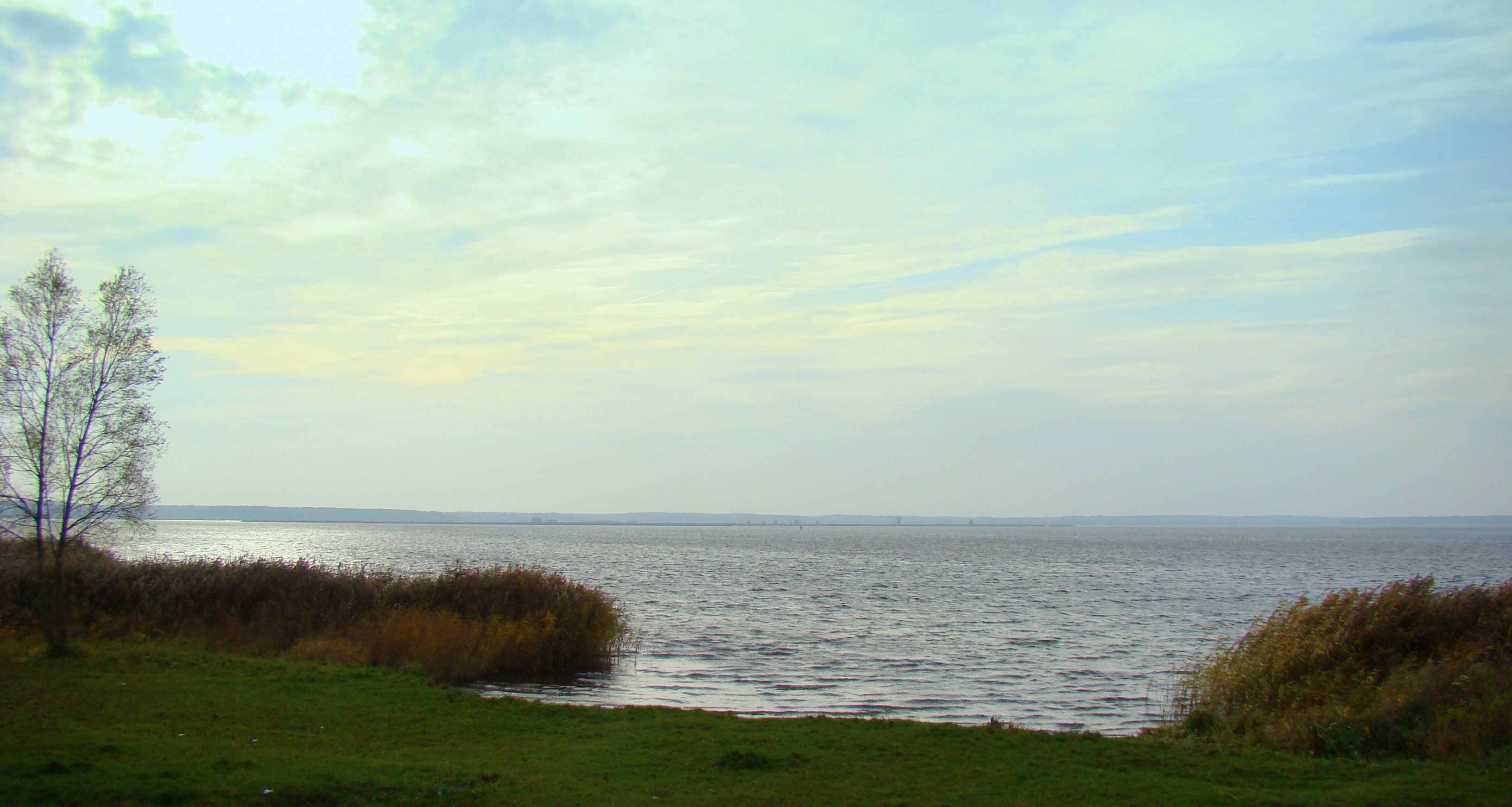
Neuwarper See

Der Neuwarper See, auch Warper See (polnisch Jezioro Nowowarpieńskie) ist eine Bucht an der Südküste des Stettiner Haffs. Sie reicht etwa sechs Kilometer ins Landesinnere und hat im Norden zwei schmale Zugänge zum Haff, die jeweils nur 150 Meter breit und durch eine kleine Schilfinsel geteilt sind.
Das West- und das Südufer der Bucht gehören zum Landkreis Vorpommern-Greifswald im deutschen Bundesland Mecklenburg-Vorpommern, das Ostufer zur polnischen Woiwodschaft Westpommern (Kreis Police). Am Neuwarper See liegen die Gemeinden Altwarp und Luckow, Ortsteil Rieth, sowie Nowe Warpno (Neuwarp) und die Neuwarper Ortsteile Podgrodzie (Altstadt) und Karszno (Albrechtsdorf). Die Insel Riether Werder, 0,83 km² groß, liegt im deutschen Teil des Neuwarper Sees und ist wie das gesamte Ufer zwischen Altwarp und Rieth Naturschutzgebiet. Die Insel Łysa Wyspa (Kahleberg) liegt im polnischen Teil.
Zwischen Altwarp und Neuwarp verkehren ganzjährig Personenfähren (je 6 Verbindungen von 10:00 bis 17:30 Uhr).